# Izydor Wagner
Izydor Wagner (ur. 1892, zm. wiosną 1940 w Kijowie) – urzędnik, starosta w okresie II Rzeczypospolitej, ofiara zbrodni katyńskiej.

## Życiorys
Urodził się w 1892 jako syn Benedykta. W okresie II Rzeczypospolitej wstąpił do służby samorządowej. Pod koniec 1926 został mianowany referendarzem w VII stopniu służby. W tej randze w 1929 został przeniesiony ze starostwa grodzkiego we Lwowie do Urzędu Wojewódzkiego we Lwowie. Pełnił urząd starosty powiatu sanockiego, z którego w styczniu 1936 został przeniesiony na stanowisko starosty powiatu turczańskiego. Zmiana na stanowisku miała wiązać się z prowadzoną centralnie polityką obsadzania stanowisk starostów powiatów przygranicznych przez urzędników będących oficerami Wojska Polskiego. W Sanoku w latach 30. był inspiratorem reaktywacji działalności sanockiego koła Polskiego Towarzystwa Tatrzańskiego, co już po jego odejściu z miasta przyczyniło się do organizacji tam Zjazdu Górskiego. W kolejnych latach pełnił służbę w Turce.
Po wybuchu II wojny światowej i agresji ZSRR na Polskę z 17 września 1939 na terenach wschodnich II Rzeczypospolitej został aresztowany przez Sowietów. Na wiosnę 1940 został zamordowany przez NKWD. Jego nazwisko znalazło się na tzw. Ukraińskiej Liście Katyńskiej opublikowanej w 1994 (został wymieniony na liście wywózkowej 55/2-59 oznaczony numerem 366). Ofiary tej części zbrodni katyńskiej zostały pochowane na otwartym w 2012 Polskim Cmentarzu Wojennym w Kijowie-Bykowni.
Następca Izydora Wagnera na stanowisku starosty sanockiego, Wojciech Bucior, także został ofiarą zbrodni katyńskiej dokonywanej na terenach ukraińskich.